# Krušljevo Selo
Krušljevo Selo est un village de la municipalité de Oroslavje (comitat de Krapina-Zagorje) en Croatie. Au recensement de 2011, le village comptait 523 habitants.